# Ghiacciaio Barkov
Il ghiacciaio Barkov (in inglese Barkov Glacier) è un ghiacciaio situato sulla costa della Principessa Astrid, nella Terra della Regina Maud, in Antartide. Il ghiacciaio, il cui punto più alto si trova ad oltre 1600 m s.l.m., fluisce verso nord-est tra il monte Dallmann e la parte centrale della dorsale Shcherbakov, nei monti Orvin.

## Storia
Il ghiacciaio Barkov è stato fotografato e grossolonamente mappato per la prima volta dalla spedizione Nuova Svevia, 1938-39, ed è stato poi nuovamente esplorato e più dettagliatamente mappato prima dalla sesta esplorazione antartica norvegese, 1956-60, e poi da una ricognizione della Spedizione Antartica Sovietica svoltasi nel periodo 1960-61. Proprio da quest'ultima spedizione il ghiacciaio è stato così battezzato in onore del geografo sovietico A. S. Barkov.